# Spoorlijn 123 (België)
Spoorlijn 123 is een Belgische spoorlijn die Geraardsbergen met Edingen verbindt. Tot 1988 liep de spoorlijn door tot 's-Gravenbrakel, waar deze aansloot op lijn 96.

## Geschiedenis
Spoorlijn 123 werd geopend op 5 januari 1867 door de "Chemin de fer de Braine-le-Comte à Gand". In die tijd liep de spoorlijn nog door tot in 's-Gravenbrakel. In de dienstregeling van 1933 liep de lijn door tot Luttre (de huidige spoorlijn 117). Het stuk tussen Geraardsbergen en Edingen werd geëlektrificeerd (3000 volt) op 24 mei 1986. Het stuk tussen Edingen en 's-Gravenbrakel werd nooit geëlektrificeerd en werd gesloten op 1 juni 1988. In 1989 werden de sporen opgebroken. In Overboelare werd een 401 m lange tunnel aangelegd. Deze tunnel was uniek in België omdat de twee sporen er wegens het te smalle tunnelprofiel in elkaar liepen. Dit werd gedaan om kosten te besparen om de tunnel te verbreden of wissels aan te leggen. Voor de rest is spoorlijn 123 dubbelsporig over de hele lengte. De maximumsnelheid bedraagt 120 km/u.
Deze lijn werd gebruikt door de vele mijnwerkers die vanuit het Pajottenland naar de steenkoolmijnen in Wallonië trokken. Recent is een aantal monumenten opgetrokken in Galmaarden en Tollembeek om deze mannen te herdenken.
Op 29 juni 2013 sloten de loketten van station Herne en station Viane-Moerbeke en werden vervangen door ticketautomaten.

## Treindiensten
Op het traject rijdt het Gewestelijk Expresnet de volgende routes:
| Serie | Route                                                                      | Bijzonderheden                                                         |
| ----- | -------------------------------------------------------------------------- | ---------------------------------------------------------------------- |
| S5    | (Geraardsbergen -) Edingen - Halle - Brussel-Shuman - Vilvoorde - Mechelen | Rijdt enkel in het schooljaar tijdens de spits van/naar Geraardsbergen |
| S6    | Schaarbeek - Brussel - Halle - Edingen - Geraardsbergen - Denderleeuw      |                                                                        |
| S6    | Edingen - Geraardsbergen                                                   | Tijdens de schoolspits                                                 |

## Aansluitingen
In de volgende plaatsen is of was er een aansluiting op de volgende spoorlijnen:
Geraardsbergen
Spoorlijn 90 tussen Denderleeuw en Saint-Ghislain
Spoorlijn 122 tussen Y Melle Geraardsbergen en 's-Gravenbrakel
Edingen
Spoorlijn 94 tussen Halle en Blandain
Roosbeek
Spoorlijn 115 tussen Eigenbrakel en Roosbeek
's-Gravenbrakel
Spoorlijn 96 tussen Brussel-Zuid en Quévy
Spoorlijn 117 tussen 's-Gravenbrakel en Luttre